# 金森馨
金森 馨（かなもり かおる、1933年9月3日 ‐ 1980年11月1日）は、日本の舞台美術家。1980年に胃癌のため47歳で死去。

## 略歴
東京都江古田生まれ。中国青島で育ち、実相寺昭雄と出会う。終戦後北京で過ごした後宮城県白石市に引き揚げる。宮城県立白石高校では演劇部在籍後、1950年に東京立正高校に転校。文化学園美術科中退。1951年文学座舞台美術研究生。1952年文学座公演「恭しき娼婦」でデビュー。1954年劇団四季に入団。
1955年「野生の女」で、初めて衣装デザインを手がける。このころ土方巽や河原温が住む赤坂（港区）の「赤坂梁山泊」（進駐軍専用の連れ込み宿）と呼ばれるアパートに住み彼らと交友する。奈良原一高、池田龍雄、黒木不具人、小原庄助、篠原有司男らとも交流があった。
1960年、寺山修司、山名雅之とジャズ映画実験室「ジューヌ」を組織する。
1963年、長女マユ誕生。このころ星新一の著書『気まぐれ指数』『エヌ氏の遊園地』の装丁を手がける。
1971年、金森美弥子と結婚。
1974年、香（かお）誕生。
1976年「薔薇と海賊」で芸術祭優秀賞を受賞。
1977年、朝倉摂、高田一郎と舞台美術の実践研究グループ「AKT」を結成。
1980年、第11回世界音楽祭（武道館）の美術デザイナーを務めた。
1980年、松竹「三銃士2」（12月開演）の美術を担当していたが、11月死去、これが遺作となった。美術は高弟の倉本政典が引き継ぎ担当した。他に馨に師事したのは堀尾幸夫などがいる。
劇団四季は没後、金森馨記念舞台美術奨励賞を制定した。
妻は金森美弥子（ホリプロ専務取締役）。娘にフォトジャーナリストの金森マユ、シアタープロダクツプロデューサー金森香（かお）がある。

## 主な舞台装置作品
- 日生劇場
  - オンディーヌ
- 劇団四季
  - ひかりごけ（作＝武田泰淳、演出＝浅利慶太）
  - はだかの王様（演出＝浅利慶太、作曲＝いずみたく）
  - トロイ戦争は起こらないだろう（演出＝浅利慶太）
  - エレファント・マン
  - かもめ
  - 永遠の処女テッサ（作＝ジャン・ジロドゥ、演出＝浅利慶太）
  - ジーザス・クライスト＝スーパースター（演出＝浅利慶太）
- オペラ
  - エレクトル
  - 弱法師・卒塔婆小町（作＝三島由紀夫、演出＝浅利慶太）

## 主な受賞
- 1963年　舞踊ペンクラブ賞美術部門賞
- 1970年　芸術祭賞
- 1971年　プラハ・カドリエンナーレ展団体銀メダル
- 1972年　世界コマーシャル・フィルムコンクール「セットデザイン賞」

## 著書
- 舞台装置の姿勢（リブロポート）1981
  - 1950～1980年までの舞台装置作品を豊富な図版と、数々の諸データと共に収録した作品集。浅利慶太、海野弘、妹尾河童らによるテキスト。

## テレビドラマの馨
- 生命果てる日まで（生命の詩シリーズ3）
  - 金森馨の生涯と彼を支えた夫人の愛を描く。キー局 テレビ朝日 放送曜日 月 放送期間 1981/11/23 20:02-21:48 単発
  - 主な出演＝十朱幸代、日下武史、石坂浩二、渡辺有希子